# NIJIGAKU Monthly Songs♪
『NIJIGAKU Monthly Songs♪』（ニジガク・マンスリー・ソングス）は、虹ヶ咲学園スクールアイドル同好会によるソロシングルシリーズ。2025年1月29日から12月24日までリリースが予定されている。

## 制作
2024年4月30日に、新曲制作プロジェクト『NIJIGAKU Monthly Songs♪』のスタートと同時に2025年1月から12ヶ月連続でシングルとしてリリースされることが発表され、4月30日から5月29日までの期間でメンバーがどの月を担当するかの投票が行われた。
2024年6月27日に結果発表が行われた。結果と楽曲は以下の通り。
| 月度 | メンバー                   | 楽曲                         | 発売日        |
| ---- | -------------------------- | ---------------------------- | ------------- |
| 1月  | ミア・テイラー（内田秀）   | White Delight                | 2025年1月29日 |
| 2月  | エマ・ヴェルデ（指出毬亜） | Starry Night Serenade        | 2025年2月12日 |
| 3月  | 上原歩夢（大西亜玖璃）     | The Sweetest Time♡           | 2025年3月12日 |
| 4月  | 中須かすみ（相良茉優）     | にじいろ☆ルミエール          | 2025年4月1日  |
| 5月  | 近江彼方（鬼頭明里）       | What a Beautiful Day!        | 2025年5月1日  |
| 6月  | 桜坂しずく（前田佳織里）   | ピチチャプティントンタントン | 2025年6月11日 |
| 7月  | 宮下愛（村上奈津実）       | Ride the wave!               | 2025年7月16日 |
| 8月  | 天王寺璃奈（田中ちえ美）   | SUMMER WARNING               | 2025年8月6日  |
| 9月  | 三船栞子（小泉萌香）       |                              |               |
| 10月 | 朝香果林（久保田未夢）     |                              |               |
| 11月 | 優木せつ菜（林鼓子）       |                              |               |
| 12月 | 鐘嵐珠（法元明菜）         |                              |               |

## 1月度
「White Delight」（ホワイト・ディライト）は、虹ヶ咲学園スクールアイドル同好会のミア・テイラー（内田秀）によるシングル。2025年1月29日にLantisから発売された。

### リリース
2025年1月29日にLantisから『NIJIGAKU Monthly Songs♪』シリーズとしてリリースされ、期間限定封入特典として「NIJIGAKU Monthly Songs♪2025/2026年1月カレンダーカード」が封入される。

### チャート成績
2025年2月10付のオリコン週間シングルランキングでは10位にランクインした。
2025年2月5日付のBillboard JAPAN Top Singles Salesでは12位にランクインした。

### 収録曲
| #         | タイトル                         | 作詞                     | 作曲                | 編曲         | 時間  |
| --------- | -------------------------------- | ------------------------ | ------------------- | ------------ | ----- |
| 1.        | 「White Delight」                | Ayaka Miyake Konnie Aoki | EMME                | EMME         | 3:56  |
| 2.        | 「Joy is All Around」            | Konnie Aoki              | DAICHI Ryo Mizutani | Ryo Mizutani | 3:39  |
| 3.        | 「White Delight」(Off Vocal)     |                          |                     |              | 3:56  |
| 4.        | 「Joy is All Around」(Off Vocal) |                          |                     |              | 3:38  |
| 合計時間: | 合計時間:                        | 合計時間:                | 合計時間:           | 合計時間:    | 15:09 |

## 2月度
「Starry Night Serenade」（スターリー・ナイト・セレナーデ）は、虹ヶ咲学園スクールアイドル同好会のエマ・ヴェルデ（指出毬亜）によるシングル。2025年2月12日にLantisから発売された。

### リリース
2025年2月12日にLantisから『NIJIGAKU Monthly Songs♪』シリーズとしてリリースされ、期間限定封入特典として「NIJIGAKU Monthly Songs♪2025/2026年2月カレンダーカード」が封入される。

### チャート成績
2025年2月24日付のオリコン週間シングルランキングでは11位にランクインした。
2025年2月19日付のBillboard JAPAN Top Singles Salesでは13位にランクインした。

### 収録曲
| #         | タイトル                             | 作詞        | 作曲                       | 編曲           | 時間  |
| --------- | ------------------------------------ | ----------- | -------------------------- | -------------- | ----- |
| 1.        | 「Starry Night Serenade」            | Ryota Saito | Ryota Saito カトウリョータ | カトウリョータ | 4:17  |
| 2.        | 「ドリーム☆シューター」              | 鈴木エレカ  | 鈴木エレカ 平野真吾        | 平野真吾       | 3:53  |
| 3.        | 「Starry Night Serenade」(Off Vocal) |             |                            |                | 4:17  |
| 4.        | 「ドリーム☆シューター」(Off Vocal)   |             |                            |                | 3:52  |
| 合計時間: | 合計時間:                            | 合計時間:   | 合計時間:                  | 合計時間:      | 16:19 |

## 3月度
「The Sweetest Time♡」（ザ・スウィーテスト・タイム）は、虹ヶ咲学園スクールアイドル同好会の上原歩夢（大西亜玖璃）によるシングル。2025年3月12日にLantisから発売された。

### リリース
2025年3月12日にLantisから『NIJIGAKU Monthly Songs♪』シリーズとしてリリースされ、期間限定封入特典として「NIJIGAKU Monthly Songs♪2025/2026年3月カレンダーカード」が封入される。

### チャート成績
2025年3月24日付のオリコン週間シングルランキングでは10位にランクインした。
2025年3月19日付のBillboard JAPAN Top Singles Salesでは12位にランクインした。

### 収録曲
| #         | タイトル                          | 作詞        | 作曲                          | 編曲         | 時間  |
| --------- | --------------------------------- | ----------- | ----------------------------- | ------------ | ----- |
| 1.        | 「The Sweetest Time♡」            | miyakei     | Tetsutaro DAICHI Ryo Mizutani | Ryo Mizutani | 3:47  |
| 2.        | 「Secret」                        | nana Hatori | ygarshy                       | ygarshy      | 3:50  |
| 3.        | 「The Sweetest Time♡」(Off Vocal) |             |                               |              | 3:48  |
| 4.        | 「Secret」(Off Vocal)             |             |                               |              | 3:48  |
| 合計時間: | 合計時間:                         | 合計時間:   | 合計時間:                     | 合計時間:    | 15:13 |

## 4月度
「にじいろ☆ルミエール」は、虹ヶ咲学園スクールアイドル同好会の中須かすみ（相良茉優）によるシングル。2025年4月1日にLantisから発売された。

### リリース
2025年4月1日にLantisから『NIJIGAKU Monthly Songs♪』シリーズとしてリリースされ、期間限定封入特典として「NIJIGAKU Monthly Songs♪2025/2026年4月カレンダーカード」が封入される。

### チャート成績
2025年4月14日付のオリコン週間シングルランキングでは11位にランクインした。
2025年4月9日付のBillboard JAPAN Top Singles Salesでは14位にランクインした。

### 収録曲
| #         | タイトル                           | 作詞       | 作曲・編曲 | 時間  |
| --------- | ---------------------------------- | ---------- | ---------- | ----- |
| 1.        | 「にじいろ☆ルミエール」            | チバニャン | チバニャン | 3:19  |
| 2.        | 「Hello! OK??」                    | えみうる羽 | Rockwell   | 3:59  |
| 3.        | 「にじいろ☆ルミエール」(Off Vocal) |            |            | 3:19  |
| 4.        | 「Hello! OK??」(Off Vocal)         |            |            | 3:58  |
| 合計時間: | 合計時間:                          | 合計時間:  | 合計時間:  | 14:35 |

## 5月度
「What a Beautiful Day!」（ワット・ア・ビューティフル・デイ）は、虹ヶ咲学園スクールアイドル同好会の近江彼方（鬼頭明里）によるシングル。2025年5月1日にLantisから発売された。

### リリース
2025年5月1日にLantisから『NIJIGAKU Monthly Songs♪』シリーズとしてリリースされ、期間限定封入特典として「NIJIGAKU Monthly Songs♪2025/2026年5月カレンダーカード」が封入される。

### チャート成績
2025年5月12日付のオリコン週間シングルランキングでは16位にランクインした。
2025年5月7日付のBillboard JAPAN Top Singles Salesでは18位にランクインした。

### 収録曲
| #         | タイトル                             | 作詞                          | 作曲                       | 編曲              | 時間  |
| --------- | ------------------------------------ | ----------------------------- | -------------------------- | ----------------- | ----- |
| 1.        | 「What a Beautiful Day!」            | zumiTa DAICHI                 | zumiTa DAICHI Ryo Mizutani | Ryo Mizutani      | 3:46  |
| 2.        | 「INNER TRAVEL」                     | Yuki.K Carlos K. Shadow-words | Yuki.KT Carlos K.          | Yuki.KT Carlos K. | 3:56  |
| 3.        | 「What a Beautiful Day!」(Off Vocal) |                               |                            |                   | 3:46  |
| 4.        | 「INNER TRAVEL」(Off Vocal)          |                               |                            |                   | 3:55  |
| 合計時間: | 合計時間:                            | 合計時間:                     | 合計時間:                  | 合計時間:         | 15:23 |

## 6月度
「ピチチャプティントンタントン」は、虹ヶ咲学園スクールアイドル同好会の桜坂しずく（前田佳織里）によるシングル。2025年6月11日にLantisから発売された。

### リリース
2025年6月11日にLantisから『NIJIGAKU Monthly Songs♪』シリーズとしてリリースされ、期間限定封入特典として「NIJIGAKU Monthly Songs♪2025/2026年6月カレンダーカード」が封入される。

### チャート成績
2025年6月23日付のオリコン週間シングルランキングでは13位にランクインした。
2025年6月18日付のBillboard JAPAN Top Singles Salesでは17位にランクインした。

### 収録曲
| #         | タイトル                                    | 作詞・作曲 | 編曲      | 時間  |
| --------- | ------------------------------------------- | ---------- | --------- | ----- |
| 1.        | 「ピチチャプティントンタントン」            | Quemika    | EMME      | 3:51  |
| 2.        | 「My Untold Diary」                         | hyne       | hyne      | 3:51  |
| 3.        | 「ピチチャプティントンタントン」(Off Vocal) |            |           | 3:19  |
| 4.        | 「My Untold Diary」(Off Vocal)              |            |           | 4:08  |
| 合計時間: | 合計時間:                                   | 合計時間:  | 合計時間: | 15:09 |

## 7月度
「Ride the wave!」（ライド・ザ・ウェーヴ）は、虹ヶ咲学園スクールアイドル同好会の宮下愛（村上奈津実）によるシングル。2025年7月16日にLantisから発売された。

### リリース
2025年7月16日にLantisから『NIJIGAKU Monthly Songs♪』シリーズとしてリリースされ、期間限定封入特典として「NIJIGAKU Monthly Songs♪2025/2026年7月カレンダーカード」が封入される。

### チャート成績
2025年7月28日付のオリコン週間シングルランキングでは13位にランクインした。
2025年7月23日付のBillboard JAPAN Top Singles Salesでは14位にランクインした。

### 収録曲
| #         | タイトル                        | 作詞             | 作曲                       | 編曲           | 時間  |
| --------- | ------------------------------- | ---------------- | -------------------------- | -------------- | ----- |
| 1.        | 「Ride the wave!」              | イワツボコーダイ | イワツボコーダイ Carlos K. | Carlos K.      | 3:40  |
| 2.        | 「まんまるお月さま」            | Yumika Kondo     | Yumika Kondo               | Keisuke Koyama | 4:36  |
| 3.        | 「Ride the wave!」(Off Vocal)   |                  |                            |                | 3:39  |
| 4.        | 「まんまるお月さま」(Off Vocal) |                  |                            |                | 4:35  |
| 合計時間: | 合計時間:                       | 合計時間:        | 合計時間:                  | 合計時間:      | 16:30 |

## 8月度
「SUMMER WARNING」（サマー・ワーニング）は、虹ヶ咲学園スクールアイドル同好会の天王寺璃奈（田中ちえ美）によるシングル。2025年8月6日にLantisから発売された。

### リリース
2025年8月6日にLantisから『NIJIGAKU Monthly Songs♪』シリーズとしてリリースされ、期間限定封入特典として「NIJIGAKU Monthly Songs♪2025/2026年8月カレンダーカード」、初回生産分限定封入特典として「ラブライブ！虹ヶ咲学園スクールアイドル同好会 フラワーミュージック企画ライブ」のチケット最速先行抽選申込券がそれぞれ封入される。

### チャート成績
2025年8月18日付のオリコン週間シングルランキングでは8位にランクインした。
2025年8月13日付のBillboard JAPAN Top Singles Salesでは9位にランクインした。

### 収録曲
| #         | タイトル                          | 作詞      | 作曲           | 編曲           | 時間  |
| --------- | --------------------------------- | --------- | -------------- | -------------- | ----- |
| 1.        | 「SUMMER WARNING」                | Quemika   | Quemika        | Quemika        | 3:36  |
| 2.        | 「まみむめMotor Girl」            | miyakei   | Keisuke Koyama | Keisuke Koyama | 2:54  |
| 3.        | 「SUMMER WARNING」(Off Vocal)     |           |                |                | 3:36  |
| 4.        | 「まみむめMotor Girl」(Off Vocal) |           |                |                | 2:53  |
| 合計時間: | 合計時間:                         | 合計時間: | 合計時間:      | 合計時間:      | 12:59 |

### ユニットメンバー
1. 1 2 3 4 5 6 7 8 9 10 11 12 13 14 15 16 17  上原歩夢（大西亜玖璃）、中須かすみ（相良茉優）、桜坂しずく（前田佳織里）、朝香果林（久保田未夢）、宮下愛（村上奈津実）、近江彼方（鬼頭明里）、優木せつ菜（林鼓子）、エマ・ヴェルデ（指出毬亜）、天王寺璃奈（田中ちえ美）、三船栞子（小泉萌香）、ミア・テイラー（内田秀）、鐘嵐珠（法元明菜）